# Prezydium Krajowej Rady Narodowej
Prezydium Krajowej Rady Narodowej 1943–1944
- Przewodniczący 
  - Bolesław Bierut (PPR)
- Wiceprzewodniczący
  - Edward Osóbka-Morawski (PPS)
- Członkowie
  - Władysław Kowalski (PPR)
  - Michał Rola-Żymierski (PPR)
- Sekretarz
  - Kazimierz Mijal (PPR)

Prezydium Krajowej Rady Narodowej od 31 grudnia 1944 do 5 maja 1945
- Prezydent 
  - Bolesław Bierut (PPR)
- Członkowie 
  - Władysław Kowalski (Stronnictwo Ludowe (lubelskie))
  - Kazimierz Mijal (PPR)
  - Edward Osóbka-Morawski (PPS)
  - Michał Rola-Żymierski (PPR)

Prezydium Krajowej Rady Narodowej od 6 maja 1945 do 21 lipca 1945
- Prezydent 
  - Bolesław Bierut (PPR)
- I wiceprezydent 
  - Władysław Kowalski (Stronnictwo Ludowe (lubelskie))
- II wiceprezydent 
  - Stanisław Szwalbe (PPS)
- Członkowie Prezydium 
  - Romuald Miller (SD)
  - Roman Zambrowski (PPR)
  - Michał Rola-Żymierski (PPR)

Prezydium Krajowej Rady Narodowej od 21 lipca 1945 do 29 grudnia 1945
- Prezydent 
  - Bolesław Bierut (PPR)
- I wiceprezydent 
  - Wincenty Witos (PSL)
- II wiceprezydent 
  - Stanisław Szwalbe (PPS)
- III wiceprezydent
  - Stanisław Grabski
- Członkowie Prezydium 
  - Romuald Miller (SD)[2]
  - Roman Zambrowski (PPR)
  - Michał Rola-Żymierski (PPR)

Prezydium Krajowej Rady Narodowej od 29 grudnia 1945 do 4 lutego 1947
- Prezydent 
  - Bolesław Bierut (PPR)
- I wiceprezydent 
  - Stanisław Szwalbe (PPS)
- II wiceprezydent
  - Stanisław Grabski (bezpartyjny)
- Członkowie Prezydium 
  - Wacław Barcikowski (SD)
  - Roman Zambrowski (PPR)
  - Michał Rola-Żymierski (PPR)